# Guillermo Martín Abanto Guzmán
Guillermo Martín Abanto Guzmán (* 1. Juli 1964 in Trujillo) ist emeritierter Militärbischof von Peru.

## Leben
Der Erzbischof von Lima, Augusto Vargas Alzamora SJ, weihte ihn am 12. Dezember 1992 zum Priester.
Papst Benedikt XVI. ernannte ihn am 30. Januar 2009 zum Titularbischof von Pinhel und Weihbischof in Lima. Die Bischofsweihe spendete ihm der Erzbischof von Lima, Juan Luis Kardinal Cipriani Thorne, am 19. April desselben Jahres; Mitkonsekratoren waren Carlos Enrique García Camader, Bischof von Lurín, und Adriano Tomasi Travaglia OFM, Weihbischof in Lima.
Am 30. Oktober 2012 wurde er zum Militärbischof von Peru ernannt. Bereits am 20. Juli 2013 nahm Papst Franziskus seinen Rücktritt an, nachdem bekannt geworden war, dass er Vater einer 2011 geborenen Tochter war.